# Patinatge de velocitat als Jocs Olímpics d'hivern de 1988

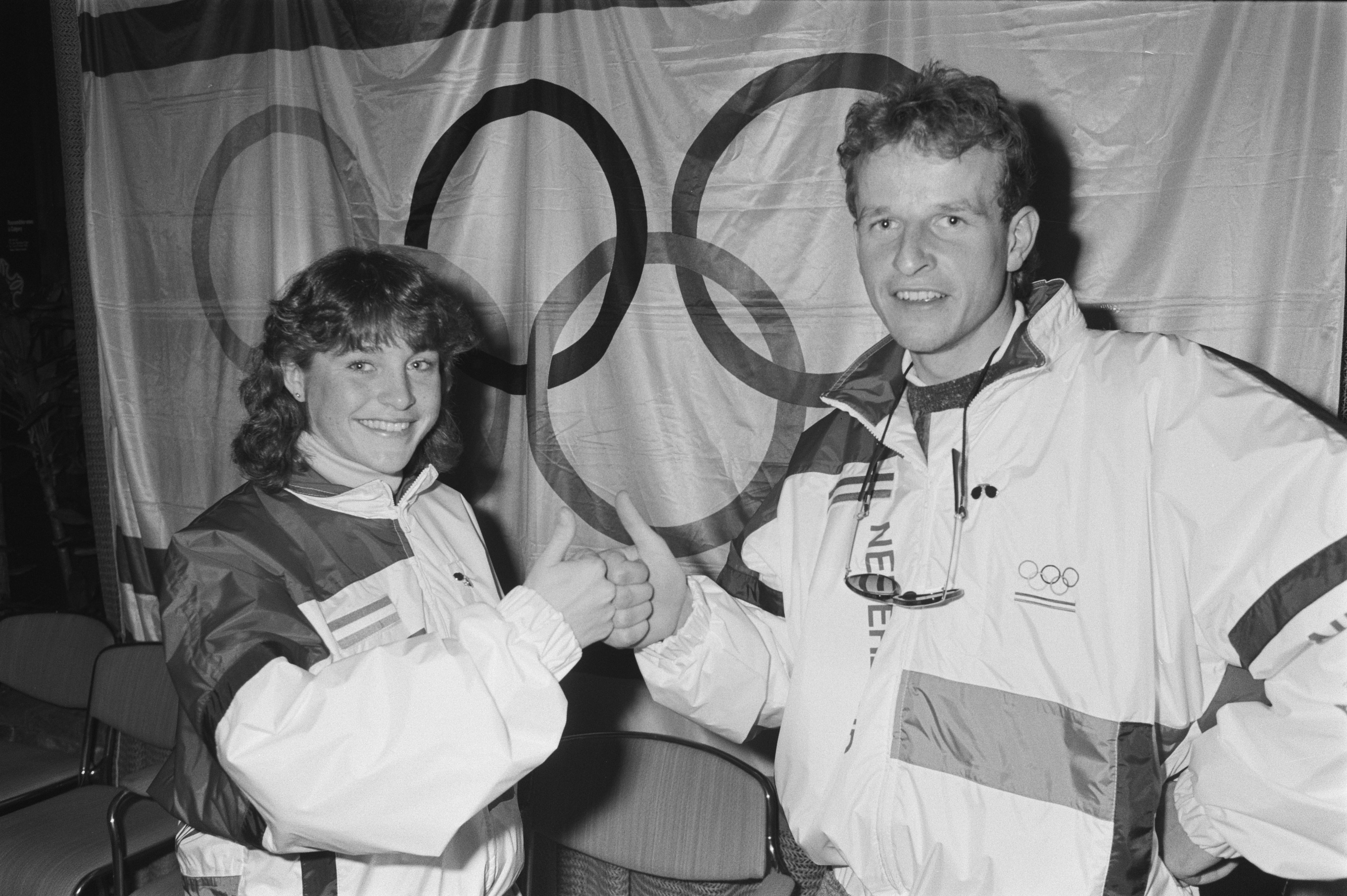
Yvonne van Gennip, triple campiona olímpica.

Als Jocs Olímpics d'Hivern de 1988 celebrats a la ciutat de Calgary (Canadà) es disputaren deu proves de patinatge de velocitat sobre gel, cinc en categoria masculina i cinc més en categoria femenina. En aquesta ocasió debutà la prova de 5.000 metres en categoria femenina.
Les proves es realitzaren entre els dies 14 i 27 de febrer de 1988 a les instal·lacions de l'Olympic Oval.

## Comitès participants
Hi participaren un total de 141 patinadors, entre ells 88 homes i 53 dones, de 21 comitès nacionals diferents.
| - Austràlia (4) - Àustria (3) - Canadà (16) - Corea del Nord (4) - Corea del Sud (6) - Estats Units (17) - Finlàndia (2) |  | - França (4) - Itàlia (3) - Iugoslàvia (2) - Japó (13) - Noruega (7) - Països Baixos (11) - Polònia (3) |  | - RDA (11) - RFA (5) - Regne Unit (2) - Suècia (7) - Txecoslovàquia (1) - Unió Soviètica (17) - R.P. de la Xina (4) |

## Resum de medalles

### Categoria masculina
| Prova             | Or               | Argent             | Bronze             |
| 500 m. detalls    | Uwe-Jens Mey     | Jan Ykema          | Akira Kuroiwa      |
| 1.000 m. detalls  | Nikolay Gulyayev | Uwe-Jens Mey       | Igor Zhelezovski   |
| 1.500 m. detalls  | André Hoffmann   | Eric Flaim         | Michael Hadschieff |
| 5.000 m. detalls  | Tomas Gustafson  | Leo Visser         | Gerard Kemkers     |
| 10.000 m. detalls | Tomas Gustafson  | Michael Hadschieff | Leo Visser         |

### Categoria femenina
| Prova            | Or                   | Argent               | Bronze       |
| 500 m. detalls   | Bonnie Blair         | Christa Rothenburger | Karin Kania  |
| 1.000 m. detalls | Christa Rothenburger | Karin Kania          | Bonnie Blair |
| 1.500 m. detalls | Yvonne van Gennip    | Karin Kania          | Andrea Ehrig |
| 3.000 m. detalls | Yvonne van Gennip    | Andrea Ehrig         | Gabi Zange   |
| 5.000 m. detalls | Yvonne van Gennip    | Andrea Ehrig         | Gabi Zange   |

## Medaller
| Posició | País           | Or | Argent | Bronze | Total |
| 1       | RDA            | 3  | 6      | 4      | 13    |
| 2       | Països Baixos  | 3  | 2      | 2      | 7     |
| 3       | Suècia         | 2  | 0      | 0      | 2     |
| 4       | Estats Units   | 1  | 1      | 1      | 3     |
| 5       | Unió Soviètica | 1  | 0      | 1      | 2     |
| 6       | Àustria        | 0  | 1      | 1      | 2     |
| 7       | Japó           | 0  | 0      | 1      | 1     |
|         |                |    |        |        |       |
| Total   | Total          | 10 | 10     | 10     | 30    |